# 海野和男
海野 和男（うんの かずお、1947年6月25日 - ）は、日本の昆虫写真家であり、同ジャンルの草分け的な存在。日本自然科学写真協会会長、日本昆虫協会理事、日本写真家協会会員を歴任。広角レンズを使った接写により、昆虫の周囲の環境を風景として写しこんだ作風を得意とする。

## 経歴
1947年、東京都に生まれる。新宿区立西戸山小学校、東京都立青山高等学校卒業。東京農工大学の日高敏隆研究室で昆虫行動学を学ぶ。大学生の時に「スジグロシロチョウの交尾拒否行動」の写真が取り上げられ、以後昆虫写真家としての道を歩むことになる。
1990年に、長野県小諸市でクワガタムシの大アゴが落ちているのを見つけ、豊かな自然の残る小諸の地に惹かれ、ここにアトリエを建てて一年の多くの時間を過ごしている。

## 著作
自然を知ってもらうことによって環境保護の理解も進むと考え、数々の写真集を出版している。子ども向けの書籍を中心に200冊近くの著作がある。
1994年、『昆虫と擬態』（平凡社）が日本写真協会賞を受賞。他にも本格的な写真集を多数出版しているほか、子供向けの図鑑類や飼育指南書も多く手がける。また、海野和男の撮った昆虫の写真は広く昆虫図鑑に使用されている。
その他にも、都会で自然に触れる方法として、バタフライガーデンの紹介にも精を出している。
- 海野和男『《昆虫顔面図鑑 世界編》』実業之日本社、2011年6月9日（原著2011年）、112頁頁。ISBN 978-440-832-348-0。
- 海野和男『《昆虫顔面図鑑 日本編》』実業之日本社、2011年6月11日（原著2011年）、112頁頁。ISBN 978-440-832-346-6。

## テレビ出演
- 課外授業ようこそ先輩 (1999年、NHK総合)
- NHK人間講座（2003年、NHK教育）
- ザ・ベストハウス123 (フジテレビ)
- R30内マンスリー企画「アングル！」(2007年11月9日、TBS)
- みんなのうた「昆虫ニンジャ」(2008年4月初回放送、NHK) - 海野が撮影した映像が使用されている[3]。
- ぐるぐるナインティナイン (2009年2月6日、日本テレビ)
- どうぶつ奇想天外! (TBS)
- ワイルドライフ (NHK BSプレミアム)
  - 第259回 マレーシア熱帯の森 珍虫たちがワザを競う (2017年4月10日)
  - 第263回 アフリカ カメルーン 巨大なキバで戦う狩りバチに迫る! (2017年5月29日)

## 取材実績
- 無限の虫たちの世界から100年後の地球が見えてくる｜海野和男×福井敬貴. THE RACE